# Clientis Bank Aareland
Die Clientis Bank Aareland AG (CBA) ist eine Schweizer Regionalbank mit Hauptsitz in Küttigen und Geschäftsstellen in Erlinsbach und Lostorf. Ihr Tätigkeitsgebiet liegt im Hypothekar- und Anlagegeschäft. Weiter bietet sie Beratungsdienstleistungen in den Bereichen Pensions-/Finanzplanung, Steuern, Vorsorge und Nachlassplanung/Erbteilung an. Aufgrund der stetig ansteigenden Nachfrage ist letzteres seit 2021 organisatorisch im eigenen, neu geschaffenen Beratungszentrum Aareland angesiedelt.
Die Clientis Bank Aareland ist als selbständige Regionalbank der Entris Holding AG angeschlossen. Innerhalb der Entris Holding AG gehört sie zur Teilgruppierung der Clientis Banken.

## Geschichte
Das Bankinstitut hat seine Wurzeln in der 1834 gegründeten Ersparnisgesellschaft Küttigen und der 1837 gegründeten Ersparniskasse Erlinsbach. Grundidee der beiden Banken bildete das Volkssparen. Ihre Mitglieder verpflichteten sich, anfänglich alle zwei Wochen einen bestimmten Betrag einzuzahlen. Später öffneten sich die beiden genossenschaftlich organisierten Institute auch gegenüber Nicht-Mitgliedern.
2007 schlossen sich die im Jahr 2000 in eine Aktiengesellschaft umgewandelte Ersparnisgesellschaft Küttigen und die an der Bilanzsumme gemessen fast halb so grosse Ersparniskasse Erlinsbach zur Clientis Bank Küttigen-Erlinsbach AG zusammen. 2014 wurde in Lostorf eine weitere Geschäftsstelle eröffnet. Um der zusätzlichen Filiale Rechnung zu tragen, folgte 2018 eine Umbenennung zu Clientis Bank Aareland.